# 尾張国内神名帳
尾張国内神名帳（おわりのこくないじんみょうちょう）とは平安時代末期に作成された尾張国の国内神名帳のこと。全1巻。
初めに熱田神宮を掲げ、以下日本国内の主要大社32社及び尾張国内8郡の202座の神階と神名を記す。熱田神宮の神宮寺であった妙法院の座主が神事に先立って神名帳を読み上げる儀式があり、そのために作成されたとみられている。